# Año sacerdotal
El Año Sacerdotal fue un jubileo convocado por el papa Benedicto XVI en conmemoración del CL aniversario de la muerte del Santo Cura de Ars, san Juan María Vianney, patrón de los parrócos. Se celebró entre el 19 de junio de 2009, fiesta del Sagrado Corazón de Jesús, y el 11 de junio de 2010.

## Anuncio
El 16 de marzo de 2009 el Papa Benedicto XVI anunció oficialmente de la convocatoria del Año Sacerdotal durante un discurso en la asamblea plenaria de la Congregación para el Clero:

He resuelto convocar oficialmente un “Año Sacerdotal” con ocasión del 150 aniversario del “dies natalis” de Juan María Vianney, el Santo Patrón de todos los párrocos del mundo, que comenzará el viernes 19 de junio de 2009, solemnidad del Sagrado Corazón de Jesús –jornada tradicionalmente dedicada a la oración por la santificación del clero-. Este año desea contribuir a promover el compromiso de renovación interior de todos los sacerdotes, para que su testimonio evangélico en el mundo de hoy sea más intenso e incisivo, y se concluirá en la misma solemnidad de 2010.
Extracto del discurso de Benedicto XVI.

## Apertura
El 19 de junio de 2009, el papa realizó la apertura del Año Santo en la basílica de San Pedro, en presencia de las reliquias del Santo Cura de Ars, que habían sido llevadas por el obispo de Belley-Ars, Guy Claude Bagnard. Dos días después, el 21 de junio, el papa visitó San Giovanni Rotondo para venerar los restos mortales de san Pío de Pietrelcina, dentro de los actos del jubileo.

### Clausura del Año Paulino
El Año Sacerdotal fue la continuación del Año Paulino, anunciado por el Papa en 2008. En varias ocasiones, el Papa, relacionó las figuras de Pablo de Tarso y Juan María Vianney:

La divina Providencia ha hecho que su figura se uniera a la de san Pablo. De hecho, mientras está concluyendo el Año paulino, dedicado al Apóstol de los gentiles, modelo de extraordinario evangelizador que realizó diversos viajes misioneros para difundir el Evangelio, este nuevo año jubilar nos invita a mirar a un pobre campesino que llegó a ser un humilde párroco y desempeñó su servicio pastoral en una pequeña aldea. Aunque los dos santos se diferencian mucho por las trayectorias de vida que los caracterizaron —el primero pasó de región en región para anunciar el Evangelio; el segundo acogió a miles y miles de fieles permaneciendo siempre en su pequeña parroquia—, hay algo fundamental que los une: su identificación total con su propio ministerio, su comunión con Cristo que hacía decir a san Pablo: "Estoy crucificado con Cristo. Ya no vivo yo, sino que es Cristo quien vive en mí" (Ga 2, 19-20). Y san Juan María Vianney solía repetir: "Si tuviésemos fe, veríamos a Dios escondido en el sacerdote como una luz tras el cristal, como el vino mezclado con agua".
Benedicto XVI. Audiencia General, 24 de junio de 2009.

## Clausura
El Año Sacerdotal terminó con una gran reunión de sacerdotes de todo el mundo del 9 al 11 de junio de 2010. La conclusión fue dictaminada con la celebración eucarística en la plaza de San Pedro presidida por el Papa Benedicto XVI.